# Löts församling, Linköpings stift
Löts församling var en församling i Linköpings stift inom Svenska kyrkan. Församlingen uppgick 1803 i Borg och Löts församling.
Församlingens kyrka var Löts kyrka som revs 1803 för att samma år ersättas med Borgs kyrka.

## Administrativ historik
Församlingen har medeltida ursprung.
Församlingen var åtminstone till 1540 annexförsamling i pastoratet Borg och Löt för att därefter till 1696 utgöra ett eget pastorat för att därefter till 1803 vara annexförsamling i pastoratet Borg och Löt. Församlingen uppgick 1803 i Borg och Löts församling.

## Kyrkoherdar
| Ämbetstid | Namn               | Levnadstid | Övrigt |
| --------- | ------------------ | ---------- | ------ |
|           | Conradus           |            |        |
| 1357      | Magnus             |            |        |
| 1382      | Jöns               |            |        |
|           | Gudmundus          |            |        |
|           | Canutus            |            |        |
|           | Christophorus      |            |        |
| 1493      | Magnus             |            |        |
| 1515      | Matthias           |            |        |
| 1526      | Henricus           |            |        |
| 1547-1555 | Laurentius         |            |        |
| 1564-1606 | Nicolaus Johannis  | -1606      |        |
| 1608-1634 | Petrus Nicolai     | 1570-1634  |        |
| 1635-1638 | Nicolaus Benedicti | -1645      |        |
| 1638–1645 | Petrus Drysander   | 1590–1645  |        |
| 1647-1653 | Laurentius Erici   | -1653      |        |
| 1655-1674 | Haquinus Molinus   | 1599-1674  |        |
| 1676-1695 | Petrus Landelius   | 1628-1695  |        |

### Komministrar
| Ämbetstid | Namn                     | Levnadstid | Övrigt                                      |
| --------- | ------------------------ | ---------- | ------------------------------------------- |
| 1641      | Daniel Smalzius          |            | Senare kyrkoherde i Vena församling.        |
| 1672–1685 | Samuel Molinus           | 1642–1685  |                                             |
| 1686–1699 | Nicolaus Trysenius       | 1654–1699  |                                             |
| 1700-1724 | Johannes Agrelius        | 1663-1724  |                                             |
| 1725–1735 | Petrus Trysén            | 1689-1771  | Senare kyrkoherde i Borgs församling.       |
| 1735-1760 | Petrus Wettrelius        | 1697-1760  | Komminister.                                |
| 1761–1775 | Jonas Falk               | 1717–1783  | Senare kyrkoherde i Vallerstads församling. |
| 1775–1790 | Sven Apelstam (Apelgren) | 1736–1790  |                                             |
| 1791–1802 | Samuel Lönberg           | 1753–1815  | Senare kyrkoherde i Furingstads församling. |

## Klockare och organister
| Ämbetstid | Namn                | Levnadstid | Övrigt                |
| --------- | ------------------- | ---------- | --------------------- |
| 1711-1722 | Pehr Andersson      |            | Klockare              |
| 1717-1725 | Olof Erichsson      |            | Organist              |
| 1723-1726 | Anders              |            | Klockare              |
| 1727-1730 | Pehr                |            | Klockare              |
| 1731-1734 | Olof                |            | Klockare              |
| 1726-1732 | Johan               |            | Organist              |
| 1733-1739 | Anders              |            | Organist              |
| 1739–1746 | Johan Olofsson      |            | Organist              |
| 1758      | Johan               |            | Organist              |
| 1734–1765 | Olof Olsson Hemmell | 1711–1769  | Klockare              |
| 1771–1803 | Jonas Stenberg      | 1741–1804  | Organist och klockare |